# Списък на реките в Чехия
А – Б – В – Г – Д —
Е – Ж – З – И – Й —
К – Л – М – Н – О —
П – Р – С – Т – У —
Ф – Х – Ц – Ч – Ш —
Щ – Ю – Я

### Б
- Бероунка (139.1 км)
- Бечва (62 км)
- Билина (49 км)
- Бистржице (54 км)
- Бубър (272 км, в Чехия 2 км)

### В
- Вайсе Елстер (257* км)
- Вълтава (446 км)

### Г
- Готлойба (33.9 км) Gottleuba основно е река в Германия. В Чехия се нарича Рибни поток.

### Д
- Дийе (235 км) – река в Австрия и Чехия

### Е
- Лабе (Елба)

### И
- Ихлава (184.5 км)

### Й
- Йизера (165 км)

### К
- Каменице (35.6 км)

### Л
- Ломна (17.5 км)
- Лужнице (208 км)
- Лучина
- Литава

### М
- Малше (96 км)
- Мже (106,5 км)
- Мировка
- Морава (353* км)
- Моравска Сазава (54,3 км)
- Мулда (нем. Freiberger Mulde) (252 км). Извира в Чехия, но основното течение е в Германия.
- Моравице

### Н
- Незарка (56 км)
- Нейсе
- Ниса Лужицка (254 км, в Чехия 55 км)

### О
- Одра (Одер) (с обща дължина 854 км, от които 112 км в Чехия)
- Олше (99 км)
- Опава (111 км)
- Орлице
- Остравице (65 км)
- Отава (113 км)
- Охрже (316 км, от тях 246 км в Чехия)
- Ослава

### П
- Плоучнице

### Р
- Радбуза (112 км)

### С
- Сазава (218 км)
- Свратка (174 км)
- Свитава (97 км)
- Стропнице

### Т
- Тиха Орлице

### У
- Упа (79 км)
- Ухлава
- Услава

### Х
- Хрудимка (104.4 км)

### Ц
- Цидлина (90 км)

### Ч
- Челаденка (17 км)

### Ш
- Шпрее (Шпрева) (382 км, в Чехия 6 км)